# Bror Niska
Bror Ivar Niska, född 11 augusti 1887 i Viborg, död 18 augusti 1952 i Ruovesi, var en finländsk skådespelare, teaterchef och operasångare.
Niska var son till sjökaptenen och läraren Ivar Niska och musikern Hilda Maria Elise Schlüter. I familjen föddes även Adolf Niska, Ester Niska, och Algot Niska. Niska var gift två gånger och var far till sjökaptenen Carl-Ivar Niska och sångerskan Ulla Brita Niska.
Teaterkarriären började i mitten av 1910-talet med anställning vid Apolloteatern i Helsingfors, där han i mars 1915 gjorde bra ifrån sig i rollen som Beppos i Lyckoflickan. I april medverkade han, Theodor Weissman, Aapo Similä och Rafael Ramstedt i pjäsen Präriens barn, som fick dåliga recensioner i pressen, men skådespelarna fick goda omdömen för sina insatser. Efter Apolloteatern turnerade Niska i flera år runtom i Skandinavien.
På 1920-talet ledde Niska en turnerande teaterensemble, uppkallad efter sig själv. Ensemblen bestod av Niska, dennes hustru Sirkka, Inke Mikkola, Kalle Grönfors, Lyydia Kosunen, Väinö Niemi och Ilmari Ranta. Under turnéerna fungerade Niska även som regissör.Han författade även en mängd pjäser, däribland John Blund, som sattes upp på Finlands nationalopera i november 1923. Pjäsen sattes även upp i Sverige med skådespelare från Svenska Teatern, inklusive 160 barnskådespelare.
Niska omkom i en bilolycka 1952.

## Teater

### Roller
| År   | Roll                                 | Produktion                                                                           | Regi        | Teater                       |
| ---- | ------------------------------------ | ------------------------------------------------------------------------------------ | ----------- | ---------------------------- |
| 1916 | Dansare                              | Violinkungen (Der Zigeunerprimas) Emmerich Kálmán, Fritz Grünbaum och Julius Wilhelm | Arthur Rehn | Svenska Teatern, Helsingfors |
| 1917 | Johann Michael Vogl, hovoperasångare | Jungfruburen (Das Dreimäderlhaus) Alfred Maria Willner och Heinz Reichert            |             | Svenska Teatern, Helsingfors |